# Perachóra
Perachóra, en grec moderne : Περαχώρα, est un village du dème de Loutráki-Ágii Theódori, district régional de Corinthie, en Grèce.
Selon le recensement de 2011, la population du village compte 1 141 habitants.